# محمد عبد السلام (قاض مصري)
محمد محمود عبد السلام عبد اللطيف وشهرته المستشار محمد عبد السلام (مواليد 31 ديسمبر 1980م، الدقهلية، مصر) هو قاضٍ مصري ورجل قانون وشخصية دولية عامة، يشغل حالياً منصب أمين عام مجلس حكماء المسلمين، والأمين العام لجائزة زايد للأخوة الإنسانية. شغل سابقا منصب مستشار فضيلة الإمام الأكبر أحمد الطيب، شيخ الأزهر الشريف لمدة 8 سنوات وهو أيضا الرئيس المشارك لمنظمة أديان من أجل السلام وعضو مركز حوار الأديان بالأزهر الشريف، وعضو مجلس أمناء مركز الملك حمد العالمي للتعايش السلمي، وعضو مجلس القادة العالمي للتنمية المستدامة وعضو اللجنة العليا للأخوة الإنسانية.

## النشأة والتعليم
ولد محمد عبد السلام في 31 ديسمبر 1980م في قرية نوب طريف بمحافظة الدقهلية، تلقى تعليمه الجامعي في جامعة الأزهر حيث التحق بكلية الشريعة والقانون بجامعة الأزهر، وحصل على درجة الليسانس في الشريعة الإسلامية والقانون، واستطاع استكمال الدراسات العليا والحصول على درجة الماجستير في القانون العام المقارن بالشريعة الإسلامية.

## المسيرة المهنية القضائية
تقّلد محمد عبد السلام عددًا من الوظائف القضائية في مصر بدءاً من تعيينه وكيلاً لهيئة النيابة الإدارية بقرار من رئيس الجمهورية دفعة 2005، ثم تعيينه وكيلاً لنيابة الثقافة والإعلام والسياحة عام 2009، ثم وكيلًا لنيابة الأزهر والأوقاف في 2010، ووكيلا لنيابة رئاسة الجمهورية في 2011، كما عُين عبد السلام متحدثُا رسمياً باسم هيئة النيابة الإدارية حتى الاستقالة بسبب اختياره عضواً بقضاء مجلس الدولة في عام 2011.

## مستشار شيخ الأزهر
انتُدب محمد عبد السلام مستشاراً قانونياً لشيخ الأزهر الشريف لشئون ديوان المظالم والأعمال القانونية والاستشارية بقرار وزير العدل رقم 3791 لسنة 2011، وظل في هذا المنصب إلى أن استقال منه في 30 سبتمبر 2018. يقول الإمام أحمد الطيب في تعقيبه على فترة عمل عبد السلام مستشاراً قانونياً وتشريعيًا له لمدة ثماني سنوات: "كان خلالها نموذجا لرجل القضاء المصري الشامخ، في كفاءته ونزاهته واجتهاده، كما ساهم بإخلاص وتجرد في العديد من المحطات الوطنية المهمة، وهو ما تجلى في تمثيله للأزهر الشريف في لجان إعداد الدستور، مدافعا بقوة عن القيم والمبادئ الوطنية العليا، وعن الأزهر ومكانته الوطنية الرفيعة، ومبادئه الدينية السامية".
خلال فترة عمله مستشاراً تشريعياً وقانونياً لشيخ الأزهر وللأزهر الشريف وهيئاته، انتُدب عضواً باللجنة العليا لإعداد قانون الأزهر بإنشاء هيئة كبار العلماء الصادر بالقانون رقم 13 لسنة 2012، كما عمل مستشاراً قانونياً لهيئة كبار العلماء طوال فترة انتدابه بالأزهر الشريف، ورشَّحه شيخ الأزهر الشريف لتمثيل الأزهر في اللجنة التأسيسية لإعداد مشروع دستور 2012 وممثلاً للأزهر الشريف بها، كما رشَّحه الأزهر للجنة الخمسين للتعديلات الدستورية. وعُين في 2018 عضواً بمجلس أمناء بيت العائلة المصرية وذلك بقرار مشترك من الإمام الأكبر أحمد الطيب، شيخ الأزهر الشريف، والبابا تواضروس الثاني، بابا الإسكندرية بطريرك الكرازة المرقسية ضمن اعتماد مجلس أمناء بيت العائلة المصرية.
كما ساهم في إطلاق وثائق الأزهر وهي عبارة عن وثائق عمل عليها الأزهر وأطلقها لمعالجة قضايا إنسانية وإسلامية بارزة وتم الكشف عنها في مؤتمرات دولية نظمها الأزهر في الفترة من 2013 إلى 2018. وتشمل هذه الوثائق وثيقة الأزهر لمستقبل مصر والتي أعلنها الأزهر بتاريخ 20 يونيو 2011، وأطلقت في 10 يناير 2021، ووثيقة الأزهر لنبذ العنف والتي أُطلقت في 31 يناير 2013، وإعلان الأزهر العالمي للمواطنة والعيش المشترك بتاريخ في 1 مارس 2017، وإعلان الأزهر العالمي لنصرة القدس في يناير 2018، والمشاركة في إعداد وثيقة الأخوة الإنسانية التي أطلقت في 4 فبراير 2019 من أبوظبي.

## الأمين العام لمجلس حكماء المسلمين
يشغل محمد عبد السلام منذ مارس 2022 منصب الأمين العام لمجلس حكماء المسلمين. ومنذ توليه منصب الأمين العام، عقد المجلس العديد من المؤتمرات الدولية وقام بتنظيم العديد من المبادرات منها مبادرة الحوار بين الشرق والغرب ، والمساهمة في إطلاق وثيقة أبوظبي التاريخية للأخوة الإنسانية، وتعزيز الحوار الإسلامي الإسلامي، ومبادرة قوافل السلام الدولية والبعثات الرمضانية، وتنظيم جناح الأديان لأول مرة في تاريخ مؤتمرات الأطراف في COP28 بدبي وكذلك في COP29 بأذربيجان، ومبادرة منتدى شباب صناع السلام.

## الأمين العام لجائزة زايد للأخوة الإنسانية
يشغل محمد عبد السلام منصب الأمين العام لجائزة زايد للأخوة الإنسانية منذ تأسيسها في 2019 وحتى الآن. منحت في دورتها الأولى فخريًا للبابا فرنسيس والإمام الأكبر أحمد الطيب تقديرا لجهودهما في توقيع وثيقة الأخوة الإنسانية ودعوتهما للسلام والتضامن الإنساني. ومن أبرز مبادراتها: برنامج زمالة الأخوة الإنسانية، وقمة الشباب حول الأخوة الإنسانية والتراحم، وملتقى شباب القرية العالمية، وورشة عملها الأولى للشباب في أمريكا اللاتينية، وبرنامج أصوات الأخوة الإنسانية، ونقاش الدائرة المستديرة السنوي، ومبادرة فنون التعبير عن الأخوة الإنسانية.

## الأمين العام للجنة العليا للأخوة الإنسانية
عُيّن محمد عبد السلام أمينا عامًا للجنة العليا للأخوة الإنسانية مع بداية تأسيس هذه اللجنة التي كلفت بالعمل على تحقيق مبادئ وقيم وثيقة الأخوة الإنسانية التي وقعها البابا فرنسيس، والإمام الأكبر أحمد الطيب في أبوظبي في 2019. ومن أبرز مبادرات اللجنة العليا للأخوة الإنسانية خلال توليه الأمانة العامة: جائزة زايد للأخوة الإنسانية وهي جائزة عالمية مستقلة تشمل مكافأةً مالية قيمتها مليون دولارٍ أمريكي، ومبادرة اليوم الدولي للأخوة الإنسانية حيث اعتمدت الجمعية العامة للأمم المتحدة في 21 ديسمبر 2020 قراراً بالإجماع يُعلن يوم الرابع من فبراير كل عام "يوماً دولياً للأخوة الإنسانية، وكذلك برنامج الأخوة الإنسانية للتعليم والقيادة من أجل السلام، و اليوم الدولي للصلاة من أجل الإنسانية.

## الأوسمة والتكريمات
- 2018: منحه رئيس المحكمة الدستورية العليا بجمهورية مصر العربية وسام المحكمة الدستورية.[39]
- 2019: منحه البابا فرنسيس، وسام الفروسية البابوي "قائد مع نجمة"، وهو أول عربي مسلم يُمنح هذا الوسام الرفيع من رئيس الكنيسة الكاثوليكية.[10][40][41]
- 2022: منحه رئيس كازاخستان قاسم جومارت توقاييف "وسام أستانا".[42]
- 2022: منحته جامعة العلوم الإنسانية والقانون (KAZGUU) بكازاخستان، درجة الأستاذية الفخرية.[43]
- 2023: قلَّده رئيس كازاخستان وسام "شفاعة".[44]
- 2023: منحتْه جامعة أوراسيا الوطنية بكازاخستان، درجة الأستاذية الفخرية.[45]
- 2023: منحته جمهوريَّة أوزبكستان "وسام التَّسامح الديني"، وهي المرة الأولى التي يُمنحُ فيها هذا الوسام لشخصيَّةٍ من خارج أوزبكستان.[46]
- 2024: انتخبته الأمانة العامة لمؤتمر زعماء الأديان العالمية والتقليدية، وبإجماع الآراء، سفيراً للنوايا الحسنة للمؤتمر.[47]
- منحه وزير داخلية دولة الإمارات العربية المتحدة "وسام خدمة المجتمع".[46]

## المؤلفات والمنشورات
- الإمام والبابا والطريق الصعب.[48]
- جائزة زايد للأخوة الإنسانية ضوءٌ على طريق السلام.[49]
- بيت العائلة الإبراهيمية.. حوار وتعايش لا اندماج وانصهار.[50]
- فرنسيس الإنسان.. زعيم روحي تجاوز الحواجز وبنى جسور الأخوة والحوار.[51]